# 359474 Robertwilliams
359474 Robertwilliams este o planetă minoră (asteroid), cu un diametru de 4,501 km, din centura de asteroizi. A fost descoperită pe 12 august 2004 la Observatorio de Cerro Tololo⁠(d) de Lawrence H. Wasserman⁠(d). 
Obiectul prezintă o orbită caracterizată de o semiaxă mare de 3,1410758308309 UAi, o excentricitate de 0,056173414194374, o înclinație de 11,400741234896 ° în raport cu ecliptica.